# 皆生温泉土地
皆生温泉土地株式会社（かいけおんせんとち）は、かつて鳥取県西伯郡福生村大字皆生（現・米子市）に存在した企業。

## 概要
1921年（大正10年）5月に設立。資本金は30万円。会社所在地は鳥取県西伯郡福生村。目的は「温泉の開発と集中配湯、広大な都市計画のための一帯の土地買収と温泉都市の構築、当時町であった米子市街からの交通計画」。1962年（昭和37年）、皆生温泉観光株式会社へ社名変更。

## 役員

### 『日本全国諸会社役員録 第32回』
- 社長・有本松太郎[4] - 有本は皆生温泉の基礎を築く[1]。
- 取締役・遠藤光徳、後藤快五郎、鷲見康重、西谷金蔵、小田政美、浦木松次郎[4]
- 監査役・門脇繁次郎、岡田庄作、天野芳太郎、坂口豊蔵、田中永治[4]
- 支配人・岡野恵造[4]

### 『日本全国諸会社役員録 第41回』
- 社長・有本松太郎[6]
- 取締役・鷲見康重、遠藤光徳、坂口清太郎、堀安憲[6]
- 監査役・菊地吉兵衛、大森金次郎、森田乕蔵、浦木勝太郎、田中永治[6]

### 『日本全国諸会社役員録 第44回』
- 社長・小村雄三[3]
- 取締役・坂内義雄、杉山世喜三、近藤眞一、小野辰太[3]
- 監査役・遠藤光徳[3]

### 『日本全国銀行会社録 第47回』
- 社長・坂内義雄[5]
- 取締役・杉山世喜三、近藤眞一、小野辰太、小村雄三[5]
- 監査役・遠藤光徳[5]